# Benador Associates
Benador Associates est un cabinet de relations publiques qui promeut les points de vue néo-conservateurs, principalement sur la politique étrangère des États-Unis d'Amérique au Moyen-Orient.
Le CEO et fondateur de la firme, Eleana Benador, Eliana, est suisse. Parmi les clients se trouvent des néo-conservateurs influents tels Richard Perle, l'ancien président du Defense Policy Board ; l'ancien directeur de la CIA James Woolsey, le journaliste du New York Daily News A.M. Rosenthal ; Michael Ledeen de l'American Enterprise Institute ; le journaliste du National Review Frank Gaffney Jr. ; l'ancien éditeur en chef du Washington Times Arnaud de Borchgrave ; l'ancien Secrétaire d'État Alexander Haig Jr. ; le dissident iraquien Kanan Makiya, qui se fit l'avocat de l'opération liberté irakienne.

## Membres
Max Boot, İsmail Cem, Arnaud de Borchgrave, Khalid Durán, John Eibner, Hillel Fradkin, Frank J. Gaffney, Jr., Michel Gurfinkiel, Alexander M. Haig, Jr., Khidhir Hamza, Fereydoun Hoveyda, Mansoor Ijaz, Charles Jacobs, Shaykh Kabbani, Stanley H. Kaplan, Martin Kramer, Charles Krauthammer, George Jonas, Michael Ledeen, Kanan Makiya, Paul Marshall, Laurie Mylroie, Azar Nafisi, John O'Sullivan, Richard Perle, Walid Phares, Richard Pipes, Dennis Prager, Tom Rose, A.M. Rosenthal, Barry Rubin, Tashbih Sayyed, Richard O. Spertzel, Amir Taheri, Ruth Wedgwood, R. James Woolsey, Jr., Meyrav Wurmser…